# Ochthebius depressus
Ochthebius depressus är en skalbaggsart som beskrevs av Sahlberg 1900. Ochthebius depressus ingår i släktet Ochthebius och familjen vattenbrynsbaggar. Inga underarter finns listade i Catalogue of Life.